# اليرموك (صحيفة)
صحيفة اليرموك هي صحيفة فلسطينية تأسست في حيفا عام 1924، واستمرت بالصدور حتى عام 1933. وقد دعت الجريدة لإنهاء الانتداب البريطاني وإقامة حكم برلماني، وطالبت بتحرير فلسطين من الغزو الصهيوني ودعت إلى الوحدة العربية.

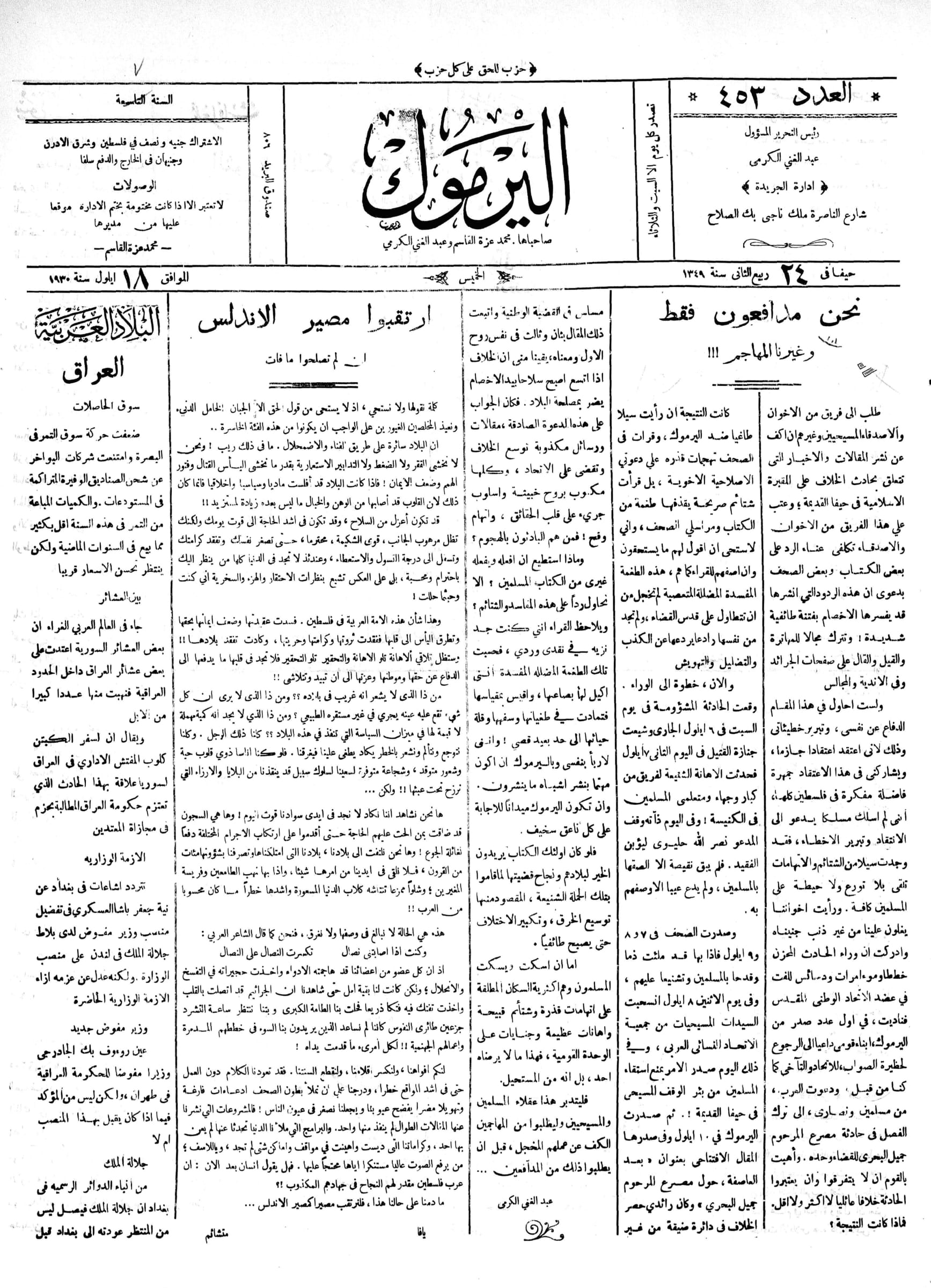
غلاف صحيفة اليرموك

## النشأة
تأسست صحيفة اليرموك في حيفا بتاريخ 31 أغسطس 1924، وقد كانت تصدر خمسة أيام في الأسبوع، في الفترة ما بين عامي 1924 و1930. أصدرها الناشر رشيد الحاج إبراهيم والمحرّر كمال عباس. ثم أعيد تأسيسها على يد عبد الغني الكرمي ومحمد عزة القاسم، وقد تولى عبد الغني الكرمي رئاسة تحريرها.

## محتواها
حاولت الصحيفة إسماع السلطات مطالب الناس وواجهت قضايا بيع الأراضي والدفاع عن الفلاحين. وقد نشرت الصحيفة أخباراً ومقالات عن العديد من العائلات التي ساهمت في تسريب الأراضي للحركة الصهيونية. كما كانت ذات ميول هاشمية بمعنى أنها كانت تؤيد حكم الشريف حسين لخلافة العالم الإسلامي بعد سقوط الدولة العثمانية.

## توقف إصدار الصحيفة
توقفت اليرموك عن الصدور عام 1933.